# Ногін Олександр Васильович
Олександр Васильович Ногін (нар. 10 грудня 1970, с. Нижнє, Первомайський район, Ворошиловградська область, УРСР) — радянський та український футболіст, виступав на позиції воротаря, згодом — український тренер.

## Кар'єра гравця

### Радянський період
Народився в селі Нижнє Первомайського району Ворошиловградської області. Вихованець луганського спортінтернату, перший тренер — В.Р. Шиханович. Дорослу футбольну кар'єру розпочинав в аматорських колективах: спочатку виступав у стаханівському «Стахановці», а потім — у сєвєродонецькому «Хіміку». У 1990 році призваний на військову службу, яку проходив в команді другої нижчої ліги чемпіонату СРСР СКА (Київ). У наступному сезоні став основним воротарем київських «армійців».

### «Сталь» (Алчевськ)
У 1992 році був учасником першого чемпіонату незалежної України серед клубів першої ліги в складі алчевської «Сталі». Дебютував за алчевський колектив 3 травня 1992 року в програному (0:1) виїзному поєдинку 13-о туру підгрупи 1 Першої ліги проти хмельницького «Поділля». Олександр вийшов на поле в стартовому складі та відіграв увесь матч. У футболці алчевського колективу був гравцем основної обойми, у Першій лізі зіграв 40 матчів, ще 1 поєдинок провів у кубку України.

### «Торпедо» (Запоріжжя)
У квітні 1993 року отримав запрошення від запорізького «Торпедо», за яке дебютував 20 квітня 1993 року в програному (0:1) домашньому поєдинку півфіналу кубку України проти львівських «Карпат». Ногін вийшов на поле в стартовому складі та відіграв увесь матч. У вищій лізі чемпіонату України дебютував 23 березня 1993 року в програному (1:3) домашньому поєдинку 22-о туру проти запорізького «Металурга». Олександр вийшов у стартовому складі та відіграв увесь матч. У складі «торпедівців» провів 4 неповні сезони, за цей час у Вищій лізі зіграв 73 матчі, ще 10 матчів відіграв у кубку України.

### «Сталь» (Алчевськ) та «Шахтар-2» (Донецьк)
Під час зимової перерви сезону 1995/96 років повернувся до «Сталі». Дебютував після свого повернення за алчевську команду 27 квітня 1996 року в програному (0:3) виїзному поєдинку 30-о туру Першої ліги проти охтирського «Нафтовика». Ногін вийшов на поле в стартовому складі та відіграв увесь матч. В «Сталі» відіграв 4 неповних сезони, за цей час у Першій лізі провів 92 поєдинки, ще 6 матчів зіграв у кубку України. Під час зимової перерви в чемпіонаті України сезону 1999/00 років перейшов до складу донецького «Шахтаря». Проте шансу проявити себе в першій команді донецького клубу не отримав і був переведений до першолігового фарм-клубу «гірників», «Шахтаря-2». Дебютував за другу команду «гірників» 6 квітня 2000 року в програному (0:1) виїзному поєдинку 22-о туру Першої ліги проти «Черкас». Олександр вийшов на поле в стартовому складі та відіграв увесь матч. У другій частині сезону зіграв 6 матчів у Першій лізі. По завершенні сезону повернувся до Алчевська. Вперше вийшов на поле після повернення 16 липня 2000 року в нічийному (0:0) виїзному поєдинку 2-о туру Вищої ліги проти тернопільської «Ниви». Олександр вийшов на поле в стартовому складі та відіграв увесь матч. За підсумками сезону команда опустилася до Першої ліги, але Олександр продовжив кар'єру в «Сталі». В алчевській команді відграв трохи більше 2 сезонів, за цей час у чемпіонаті України зіграв 41 матч, ще 1 поєдинок провів у кубку України. Окрім цього виходив на поле в футболці друголігового фарм-клубу алчевців, «Сталь-2» (8 поєдинків).

### «Нафтовик» (Охтирка) та «Сталь» (Дніпродзержинськ)
Під час зимової перерви сезону 2002/03 років перейшов до охтирського «Нафтовика». Дебютував у складі охтирського колективу 24 березня 2003 року в нічийному (0:0) домашньому поєдинку 20-о туру Першої ліги проти бориспільського «Борисфена». Ногін вийшов на поле в стартовому складі та відіграв увесь матч. У команді відіграв неповні два сезони, за цей час у Першій лізі зіграв 65 матчів, ще 4 поєдинки відіграв у кубку України. На початку квітня 2005 року перейшов до дніпродзержинської «Сталі». Дебютував за «сталеварів» 12 квітня 2005 року в програному (0:1) виїзному поєдинку 23-о туру Першої ліги проти харківського «Арсеналу». Ногін вийшов на поле в стартовому складі та відіграв увесь матч. Проте надовго в «Сталі» не затримався, до завершення сезону зіграв у 9 матчах, після чого залишив розташування дніпродзержинського колективу. Після цього повернувся до «Нафтовика-Укрнафти». Вперше після свого повернення у футболці «нафтовиків» вийшов на поле 30 липня 2005 року в програному (0:2) виїзному поєдинку 1-о туру Першої ліги проти свого колишнього клубу, дніпродзержинської «Сталі». Ногін провів на поле увесь матч. У команді виступав до завершення сезону, за цей час зіграв 15 матчів у Першій лізі та 2 поєдинки в кубку України.

### Завершення кар'єри
2006 рік розпочав у складі аматорського колективу «Агата» (Луганськ) з чемпіонату Луганської області. Потім повернувся до професіонального футболу, підписавши контракт з клубом «Локомотив» (Дворічна). Дебютував за «залізничників» 31 липня 2006 року в програному (0:1) виїзному поєдинку 1-о туру групи Б Другої ліги проти донецького «Олімпіка». Олександр вийшов на поле в стартовому складі та відіграв увесь матч. Влітку 2006 року зіграв за колектив з Дворічної 3 матчі в Другій лізі та 1 поєдинок у кубку України. Восени того ж року отримав пропозицію від «Геліоса». Дебютував у футболці «сонячних» 3 листопада 2006 року в нічийному (1:1) домашньому поєдинку 17-о туру Першої ліги проти хмельницького «Поділля». Ногін вийшов на поле в стартовому складі та відіграв увесь матч. На початку листопада 2006 року зіграв 2 поєдинки в Першій лізі, після чого на поле в офіційних поєдинках більше не виходив. Під час зимової перерви сезону 2006/07 років завершив кар'єру футболіста.

## Кар'єра тренера
По завершенні кар'єри гравця розпочав тренерську діяльність. З квітня 2007 по червень 2009 років працював на різноманітних тренерських посадах у молодіжній команді луганської «Зорі». З липня 2009 року тренує воротарів першої команди луганського клубу.

## Досягнення
- Перша ліга чемпіонату України
  -  Срібний призер (1): 1999/00
  -  Бронзовий призер (2): 1995/96, 2003/04